# Wołycia-Polowa
Wołycia-Polowa (ukr. Волиця-Польова) – wieś na Ukrainie, w obwodzie chmielnickim, w rejonie teofipolskim, nad rzeką Rudią. W 2001 roku liczyła 830 mieszkańców.